# Chiroxiphia
Chiroxiphia es un género de aves paseriformes perteneciente a la familia Pipridae, que agrupa a cinco especies originarias de la América tropical (Neotrópico), cuyas áreas de distribución se encuentran desde el sur de México, a través de América Central y del Sur (inclusive Tobago) hasta el sureste de Perú y oeste de Bolivia por el oeste, y sur de Brasil, noreste de Argentina y este de Paraguay por el este. Se conocen popularmente como saltarines o bailarines.

## Etimología
El nombre genérico femenino «Chiroxiphia» se compone de las palabras del griego «kheir» o «kheiros» que significa ‘mano’ (en referencia al ala) y «xiphos» que significa ‘espada’, ‘sable’.

## Características
Los saltarines de este género son aves relativamente grandes, midiendo entre 12 y 15 cm de longitud. Los machos, muy vistosos, ostentan un azul intenso, al menos en el dorso. Son inconspicuos en el sotobosque de selvas y sus complejas exhibiciones cooperativas son únicas.

## Taxonomía
Los estudios de filogenia molecular de Tello et al (2009) y McKay et al (2010), verificaron la existencia de dos clados bien diferenciados dentro de la familia Pipridae: uno llamado de subfamilia Neopelminae, agrupando a los saltarines más asemejados a atrapamoscas de los géneros Neopelma y Tyranneutes; y los restantes géneros llamados de "saltarines propiamente dichos", incluyendo el presente Chiroxiphia, en un clado monofilético Piprinae Rafinesque, 1815. Esto fue plenamente confirmado por los amplios estudios de filogenia molecular de los paseriformes subóscinos realizados por Ohlson et al (2013). El Comité de Clasificación de Sudamérica (SACC) adopta esta última división y secuencia linear de los géneros, a partir de la aprobación de la Propuesta N° 591. La clasificación Clements Checklist, el IOC, y el Comité Brasileño de Registros Ornitológicos (CBRO) adoptan integralmente esta secuencia y división (el CBRO divide en tres subfamilias, siguiendo a Tello et al. (2009), y coloca al presente en una subfamilia Ilicurinae Reichenbach, 1850).
Las subespecies del saltarín dorsiacul  C. pareola son bastante diferentes; los estudios genético-moleculares de Silva et al. (2018) sugieren que las subespecies C. pareola regina, del suroeste de la Amazonia, cuyo macho tiene la cabeza amarilla y no roja, y C. pareola napensis del noroccidente de la Amazonia sean tratadas como especies separadas Chiroxiphia regina y Chiroxiphia napensis respectivamente. El Comité de Clasificación de Sudamérica (SACC) precisa de una propuesta para analizar, mientras el Comité Brasileño de Registros Ornitológicos (CBRO) ya trata a C. regina como especie separada.
Los estudios genéticos utilizando un amplio muestreo de taxones y genes (Silva et al. 2018, Harvey et al. 2020, Leite et al. 2021, Zhao et al. 2022) han demostrado que el género Antilophia se encuentra embutido dentro del presente género, que de esta forma sería parafilético. Con base en estas evidencias, el SACC, en la Propuesta No 975 aprobó la fusión de Antilophia dentro de Chiroxiphia, transformándose en un sinónimo de este último género.

## Lista de especies
Según las clasificaciones del Congreso Ornitológico Internacional (IOC), y Clements Checklist/eBird, el género agrupa a las siguientes especies con el respectivo nombre popular de acuerdo con la Sociedad Española de Ornitología (SEO):
| Imagen | Nombre científico              | Autor             | Nombre común                            | Estado de conservación | Distribución |
| ------ | ------------------------------ | ----------------- | --------------------------------------- | ---------------------- | ------------ |
|        | Chiroxiphia lanceolata         | (Wagler, 1830)    | saltarín lanceolado                     | LC                     |              |
|        | Chiroxiphia linearis           | (Bonaparte, 1838) | saltarín colilargo                      | LC                     |              |
|        | Chiroxiphia pareola            | (Linnaeus, 1766)  | saltarín dorsiazul                      | LC                     |              |
|        | Chiroxiphia (pareola) regina   | P.L Sclater, 1856 | saltarín dorsiazul (de corona amarilla) | NE                     |              |
|        | Chiroxiphia (pareola) napensis | W. Miller, 1908   | saltarín dorsiazul (napensis)           | NE                     |              |
|        | Chiroxiphia boliviana          | Allen, 1889       | saltarín yunga                          | LC                     |              |
|        | Chiroxiphia caudata            | (Shaw, 1793)      | saltarín azul                           | LC                     |              |